# Ashley C. Williams
Ne doit pas être confondu avec Ashley Williams.
Pour les articles homonymes, voir Williams et Ashley Williams.
Ashley C. Williams, née Ashley Christina Williams le 24 janvier 1984 à Boston dans le Massachusetts, est une actrice américaine.

## Filmographie

### Cinéma
- 1988 : Willow : Une villageoise (non-créditée)
- 2009 : The Human Centipede (First Sequence)
- 2011 : Empty : Piper
- 2013 : Paranormal Movie
- 2013 : A Guy Named Rick : Candace Wychowski
- 2014 : Leaving Circadia : Jackie
- 2014 : Julia : Julia
- 2014 : Hallow's Eve : Ashley
- 2015 : Patrick : Ms Rosen
- 2015 : Selene Hollow (court-métrage) : Zombie Victoria
- 2016 : The Church : Elizabeth Haines

### Télévision
- 2012 : Selene Hollow (série TV) (4 épisodes) : Zombie Victoria
- 2013 : Lady Business (série TV) (1 épisode) : Yasmine Foxwoodterrace
- 2014 : Hell's Kitty (série TV) (1 épisode) : Lindsay